# Nicolas Fouquet
Nicolas Fouquet, Marquês de Belle-Île (Paris, 27 de janeiro de 1615 – Pinerolo, 23 de março de 1680) foi um nobre francês, Superintendente de Finanças durante o reinado de Luís XIV. Devido ao seu modo extravagante e estilo de vida ostensivo, Fouquet foi aprisionado pelo próprio Luís XIV em 1661, permanecendo encarcerado até sua morte. Um dos homens mais influentes de sua época, Fouquet foi também proprietário do Castelo de Vaux-le-Vicomte, que teria inspirado a construção de Versalhes.   

## Antecedentes
Os antepassados do futuro superintendente são comerciantes de Nantes a quem o negócio com as ilhas enriqueceu. É destes antepassados que Nicolas herdou a astúcia, a sutileza, a desmedida ambição e a temeridade. 
O pai de Nicolas, François IV Fouquet, de origem angevina, vendeu o seu lugar de Conselheiro do Parlamento de Paris e comprou o de maître des requêtes (mestre das petições). Este último cargo colocou-o ao serviço do Cardeal Richelieu e da sua política. Pelo lado materno, Nicolas descende de uma família de magistrados, os Maupeou. A família Fouquet envolveu-se na Contra-Reforma, resposta católica ao crescimento do Protestantismo. O casal teve quinze filhos dos quais sobreviveram doze, entre eles Nicolas Fouquet, nascido em 1615.

## Biografia
Nicolas Fouquet estudou no Colégio de Clermont, em Paris, que era detido pelos Jesuítas, após a conclusão de seus estudos fica como referendário. É nomeado pelo cardeal Richelieu intendente do Exército do Norte, administra, no ano seguinte, a generalidade de Grenoble. Mas, na sequencia de uma revolta que não soube evitar, é chamado a Paris.
Após a morte de Richelieu, quem assume o seu lugar de Primeiro Ministro é o cardeal Mazarino, que em pouco tempo passa a admirar as qualidades do jovem magistrado e em 1647, Fouquet é, nomeado novamente, intendente do Exército.
No ano seguinte, quando ocorre a Fronda, Nicolas Fouquet fica fiel ao seu protetor (cardeal Mazarino),  que o encarrega, durante a primeira guerra civil, de abastecer o Exército Real. O intendente lança impostos de trigo e de aveia na Ilha da França, mas sobretudo, e a pedido de Mazarino, encarrega-se de cobrar impostos junto dos burgueses ricos de Paris, com pretexto de salvar do fogo os seus castelos e casas de campo.
O Parlamente se revolta, porque seus membros são os mais atingidos. Proíbe o pagamento dos impostos e ordena que Fouquet que leve ao cartório do Tribunal a ordem que o autoriza a lançar os impostos, sob pena de interdição do seu cargo de referendário. Mas o intendente prefere obedecer as ordens do cardeal. Esta fidelidade é recompensada, é nomeado imediatamente intendente da Ilha da França e em 1650, Fouquet adquire o cargo de Procurador Geral no Parlamento de Paris. Os grandes, descendentes dos antigos senhores, e os oficiais, dos quais os parlamentares fazem parte, opuseram-se violentamente à autoridade real furante a Fronda. Apesar de ser um oficial, Fouquet permaneceu fiel ao rei e ao Cardeal Mazarin, que levava adiante a postura rígida de seu antecessor Richelieu.

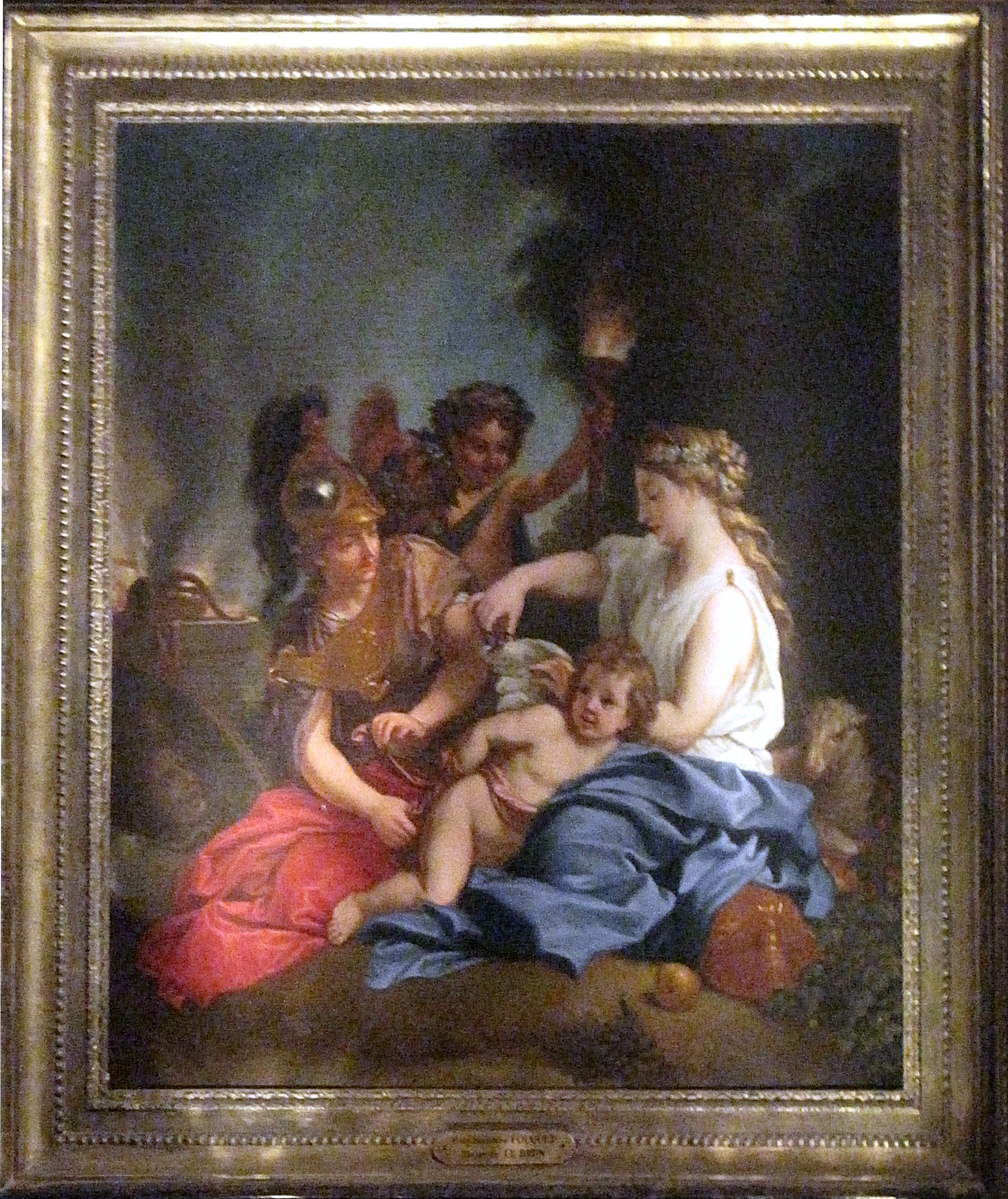
réplica do retrato alegórico de Marie-Madeleine de Castille (Madame Fouquet).

Em 1651, Fouquet casou-se com Marie-Madeleine de Castille, filha de um rico parlamentar. No mesmo dia em que assina seu contrato de casamento, o Parlamento decide expulsar o cardeal Mazarino. Mas as questões pessoais não o fazem esquecer as questões do Estado. Através de seu irmão Basile, entra em contato com o cardeal, retirado em Aix-la-Chapelle, onde prepara seu regresso. Isso seria possível graças a dois grandes aliados que possuía, Fouquet e seu amigo Colbert, que também tinha muita confiança de Mazarino pois tinha sido recomendado por Le Tellier.
Quando o cardeal retorna para Paris, em grande parte graças a Fouquet, que souber controlar o Parlamento, a insurreição estala. Condé e Turenne batem-se em Santo Antônio. Fouquet se mantém firme e dirige ao cardeal um relatório, no qual se manifesta contra a partida do rei (Luís XIV) e o aconselha a transferir o Parlamento para Pontoise. Os magistrados que se recusarem a partir serão considerados favoráveis aos insurretos. E assim, dividido, o Parlamento perdera autoridade.
É o pensar de um homem de Estado. Mazarino que estava mais acostumado com as intrigas do que com as situações mais claras, dá conta que Fouquet é verdadeiramente muito forte. Segue todos os seus conselhos e , em pouco tempo, a segunda Fronda é dominada. 
Em 1653, tornou-se Superintendente das Finanças juntamente com o Marquês Abel Servien, em recompensa pela fidelidade ao Rei durante a Fronda. No ano seguinte, comprou a casa de Saint-Mandé e depois, em 1658, a Belle-Isle na costa da Bretanha. Em Fevereiro de 1659, depois da morte de Servien, Fouquet seguiu como único Superintendente das Finanças.

### Vaux-le-Vicomte e aprisionamento
No dia 17 de agosto de 1661, Fouquet recebeu o Rei e a corte para uma grandiosa recepção em comemoração ao restauro do Castelo de Vaux-le-Vicomte. O refinado trabalho realizado pelo arquiteto Louis Le Vau, o pintor Charles Le Brun e pelo paisagista André Le Nôtre, transformaram o château num símbolo do poder da nobreza francesa, fato este que desagradou profundamente o Rei Luís XIV. Pouco tempo após a grande festa, o soberano ordenou a prisão de Fouquet; considerando-o demasiadamente poderoso e ambicioso. Entre as acusações havia uma suspeita (pouco fundada) de conspiração contra o Rei. Ao fim de um processo que durou três anos, Fouquet foi condenado a passar 15 anos preso na fortaleza de Pinerolo, na Itália, onde morreu em 1680. 